# Friedrich Max Müller
Pour les articles homonymes, voir Friedrich Müller et Müller.
Friedrich Max Müller, plus connu sous le nom de Max Müller, né le 6 décembre 1823 à Dessau et mort le 28 octobre 1900 à Oxford), est un philologue et orientaliste allemand.
L’un des fondateurs des études indiennes et de la mythologie comparée, bien que ses propres interprétations (également appelées mythologie solaire) aient fait l’objet de critiques, on lui doit d’avoir introduit un nouveau domaine d’études comparées en histoire des religions. Il a dirigé l’édition des Livres sacrés de l'Orient, une série de 50 volumes de traductions en anglais qui s’est poursuivie après sa mort.

## Biographie
Fils du poète romantique Wilhelm Müller, Müller connaissait Felix Mendelssohn, et Carl Maria von Weber fut son parrain. Il étudie d'abord à l'école Saint-Nicolas de Leipzig (de) mais à l’université de Leipzig, il a abandonné la musique pour l'étude du sanskrit et de la mythologie indienne.
En 1844, après avoir terminé sa thèse, il s’est rendu à Berlin où il devait rester neuf mois. Il souhaitait non seulement suivre les cours de Franz Bopp, mais aussi étudier sous la direction de Schelling, dont la Naturphilosophie a influencé sa pensée. Il a, en outre, suivi le cours sur l’histoire de l'Église d’August Neander et les conférences sur la langue persane de Friedrich Rückert. Il s’est également lié d'amitié avec l'élève de Bopp, Adalbert Kuhn, qui s'intéressait également à la mythologie.
En 1845, il étudie à Paris au Collège de France auprès d'Eugène Burnouf.
En 1846, il a pris, afin d’étudier des documents indiens, le chemin de l’Angleterre où il devait passer le restant de ses jours. Devenu professeur de philologie comparée à l’université d'Oxford, puis professeur de théologie comparée (1868-75). Son analyse des mythologies comme des rationalisations de phénomènes naturels, des débuts primitifs de la science dans une perspective évolutionniste, est la partie de son œuvre qui semble avoir le plus vieilli.
Müller cherchait notamment à étudier dans les textes de la culture védique les fondements des religions indo-européennes païennes et de la croyance religieuse en général. La préparation de son édition critique des Rig-Véda lui a pris près de 25 ans (1849-1874).
Il fut aussi un romancier et son roman Deutsche Liebe eut un certain succès. Müller fut aussi lié à des intellectuels indiens comme les dirigeants du Brahmo Samaj et aux tentatives indiennes de syncrétisme.

## Travaux
Pour Müller, la culture indienne védique représente une adoration de la nature et les dieux sont des forces actives de la nature qui ont été personnifiées, des phénomènes physiques convertis en personnages.

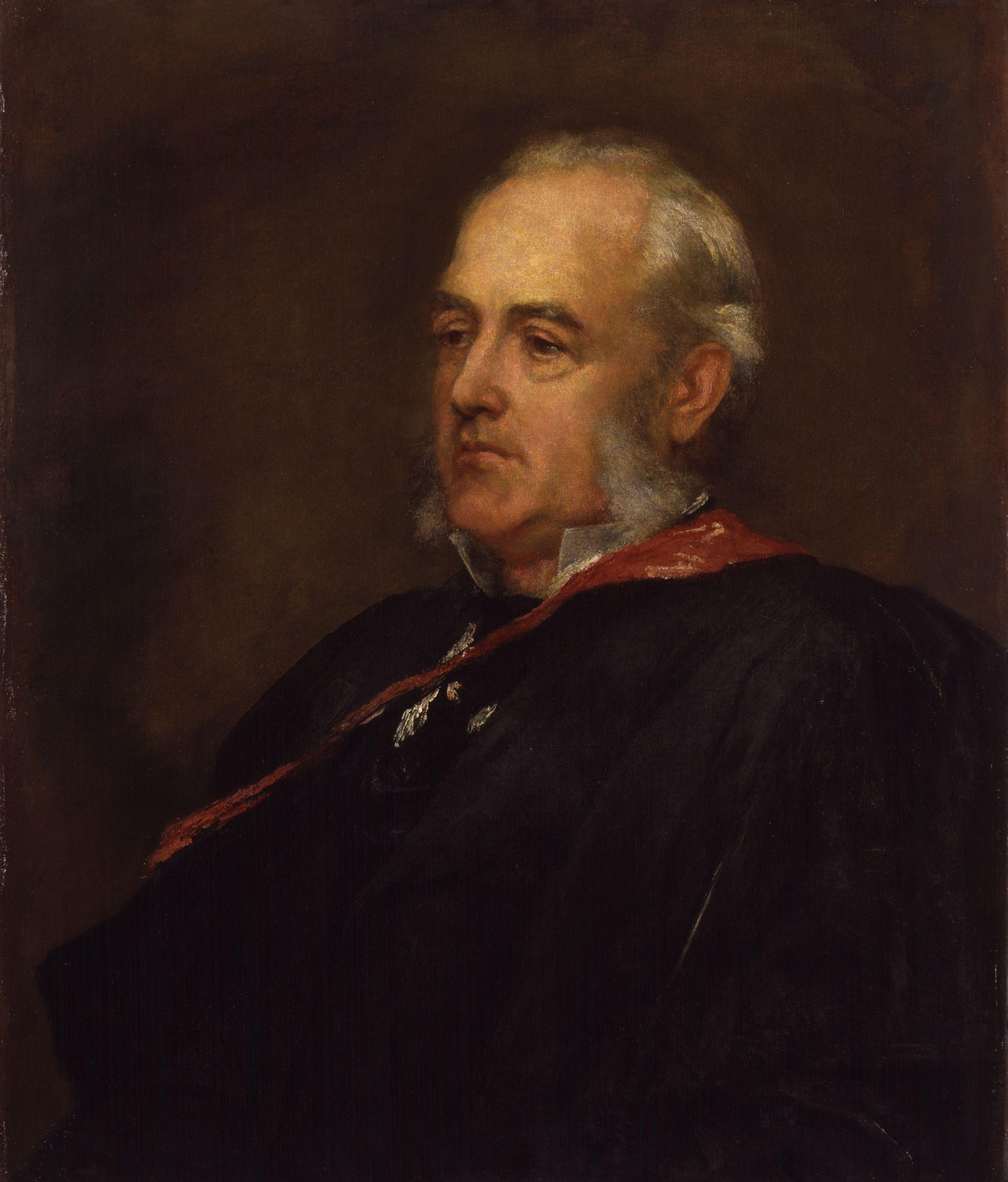
Portrait de Max Müller par George Frederic Watts.

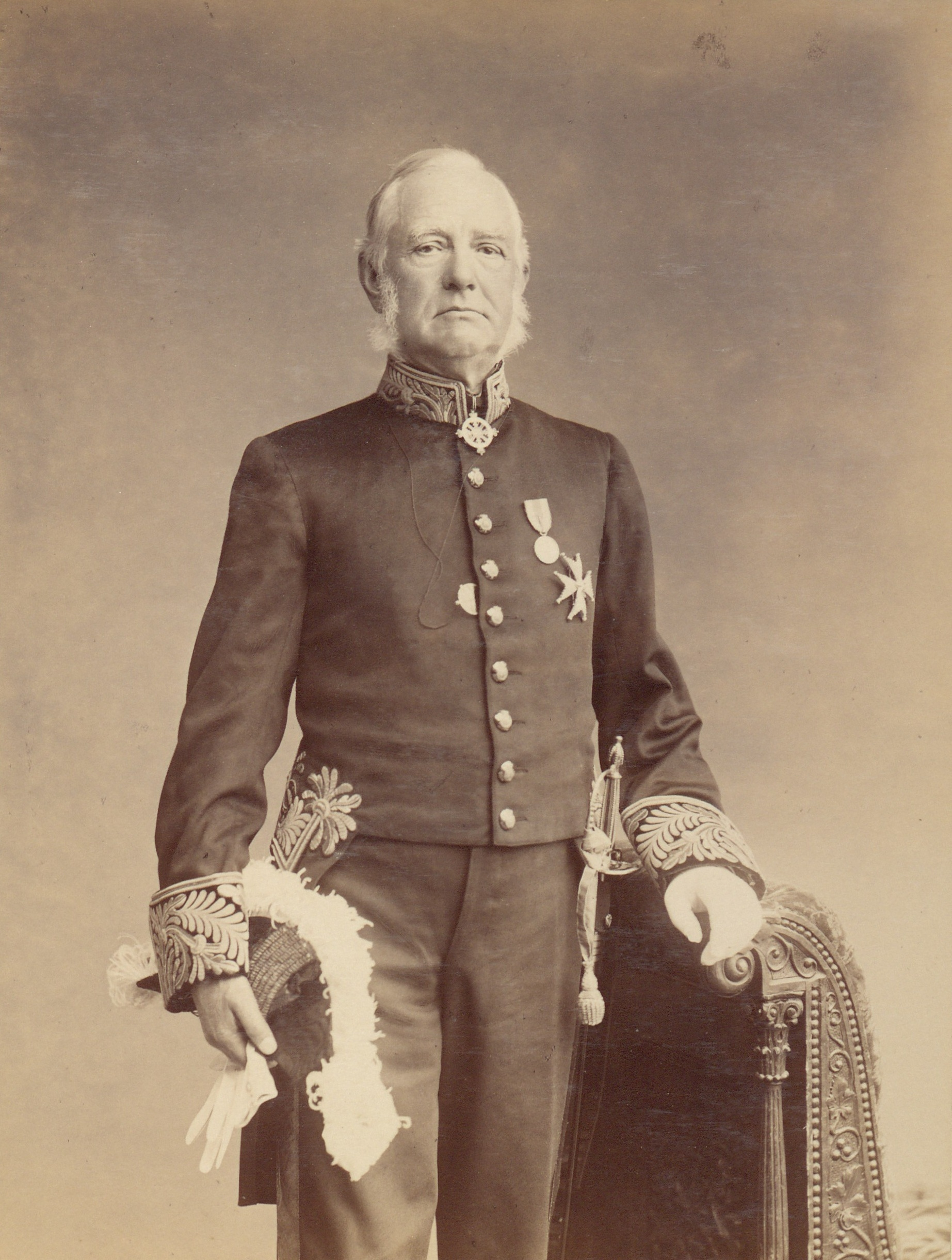
Müller c. 1890-1900.

Müller résuma sa théorie en disant que la mythologie est une « maladie du langage », entendant par là que le mythe transforme des concepts en êtres et en récits. De son point de vue, les « dieux » n'ont d'abord été que des idées abstraites désignées par des noms communs, abstractions qui se sont par la suite transformées en personnalités imaginaires devenues noms propres.
Ainsi, le dieu-père des Indo-européens apparaît sous divers noms, Zeus, Jupiter, Dyaus Pitar. Tous ces noms viennent du mot Dyaus qu'il analyse comme « brillance » et qui donne les mots 'deva', 'deus', 'theos' comme noms communs pour un dieu, et les noms de 'Zeus' et 'Jupiter'. Ainsi une métaphore devient ossifiée, comme dans certaines idées de Nietzsche.
Il a contribué, en développant la théorie de l'invasion aryenne proposée pour la première fois par l’abbé Dubois au début du XIXe siècle, au développement de l'intérêt pour la culture aryenne, qui opposait souvent les traditions indo-européennes (« aryennes ») aux religions sémitiques, mais ses théories sur les cultures originelles « aryennes » étaient dénuées de thèses racistes. Il était "profondément attristé par le fait que ces classifications aient été exprimées par la suite en termes racistes, car cela était loin de son intention. Pour lui, la découverte d’une ascendance indienne et européenne commune constituait un puissant argument contre le racisme, faisant valoir qu’« un ethnologue qui parle de race aryenne, de sang aryen, d’yeux et de cheveux aryens, est aussi grand pécheur qu'un linguiste qui parlerait d'un dictionnaire dolichocéphale ou d'une grammaire brachycéphale » et que « les Hindous les plus noirs représentent une étape antérieure de discours et de pensée aryens que le plus blond des Scandinaves,. »
Dans son Introduction à la philosophie védanta, Müller considérait le Vedanta comme « la philosophie la plus sublime et la religion la plus satisfaisante ». Il a été sévèrement critiqué comme « anti-chrétien » et son enseignement accusé d’être subversif et de répandre des opinions panthéistes et infidèles.
Des brahmanes lui ont rendu hommage en sanskritisant son nom en « Moksha Mula » (« racine de délivrance »),.
Ses articles et sa correspondance sont à la Bodleian Library à Oxford.

## Citations
« Si je devais citer le pays au monde qui a reçu le plus de richesses, de puissance, de beauté, je citerais l'Inde. Et si je devais dire sous quel ciel l'esprit humain a eu le plus de problèmes à résoudre et a trouvé le plus grand nombre de solutions méritant l'attention de tous, là encore ce serait l’Inde. Toute la vie est là, présente, sous le ciel de l’Inde, à vif. »

— Ce que l'Inde peut nous apprendre.

### Ouvrages
- Essai de mythologie comparée, Éditions A. Durand, Paris, 1859.lire en ligne sur Gallica.
- A Sanskrit grammar for beginners consultable en ligne. 2nd edition. Londres : Longmans, Green & Co, 1870.
- Essais sur l'histoire des religions consultable en ligne, Paris, Didier, 1872.
- La Science de la religion, traduit de l'anglais par Hermann Dietz , Paris, Éd. Germer Baillière, coll. «Bibliothèque de philosophie contemporaine», 1873.
- La Science du langage. Cours professé à l'Institution royale de la Grande-Bretagne en l'année 1861. Troisième édition revue et augmentée sur la huitième édition anglaise. Paris : A. Durand et Pedone, 1876. lire en ligne sur Gallica.
- Nouvelles leçons sur la science du langage : cours professé à l'Institution Royale de la Grande-Bretagne en l'année 1863, deux volumes. Max Müller. Éd. A. Durand et Pedone-Lauriel, 1867 et 1868. Tome 1, Phonétique et étymologie. Précédé d'une notice sur la vie et les ouvrages de M. Max Müller : lire en ligne sur Gallica ; tome 2 : Influence du langage sur la pensée. Mythologie ancienne et moderne : lire en ligne sur Gallica.
- Nouvelles études de mythologie, traduit de l'anglais par Léon Job, Paris, Félix Alcan, coll. «Bibliothèque de philosophie contemporaine», 1898.
- Mythologie comparée, Paris, Robert Laffont, 2002.  (ISBN 978-2-22109-191-3).

## Sources
- Max Müller, Mythologie comparée, édition établie, présentée et annotée par Pierre Brunel, Robert Laffont, Bouquins, 2002.
- (en) The Princeton dictionary of buddhism par Robert E. Buswell Jr et Donald S. Lopez Jr aux éditions Princeton University Press,  (ISBN 0691157863), p. 555-6.

### Articles liés
- Adévisme
- Migrations indo-iraniennes